# Rotaria murrayi
Rotaria murrayi is een raderdiertjessoort uit de familie Philodinidae. De wetenschappelijke naam van deze soort is voor het eerst geldig gepubliceerd in 1951 door Bartoš.